# Peritassa killipii
Peritassa killipii es una especie de planta con flor en la familia de las Celastraceae. 
Es endémica de Perú. Árbolito, conocido sólo de la colección tipo, recolectada en el oeste de la Amazonia peruana, en la cuenca del Huallaga, en 1929. Área sometida a pérdida de hábitat.

## Fuente
- World Conservation Monitoring Centre 1998. Peritassa killipii. 2006 IUCN Lista Roja de Especies Amenazadas; bajado el 23 de agosto de 2007

- Datos: Q976925